# فهرست قسمت‌های دکستر
دکستر، مجموعه تلویزیونی آمریکایی است که از سال ۲۰۰۶ میلادی توسط شبکه تلویزیونی شوتایم تولید و پخش شده‌است. تا سال ۲۰۱۱ شش فصل از این مجموعه تلویزیونی منتشر شده‌است و در این سال قرارداد تولید مجموعه تلویزیونی دکستر برای فصل‌های هفتم و هشتم از سوی شبکه شوتایم تمدید گردیده.

## فهرست قسمت‌های دکستر

### فصل اول
فصل اول مجموعه تلویزیونی دکستر بر مبنای ناول جف لیندزلی با عنوان رویای تاریک بین دکستر ساخته شده‌است. این فصل دارای ۱۲ اپیزود است   و در حدفاصل ۱ اکتبر ۲۰۰۶ الی ۱۷ دسامبر ۲۰۰۶ از شبکه شوتایم پخش شده‌است.
| شماره اپیزود در سریال | شماره اپیزود در فصل | نام اپیزود                 | کارگردان      | نویسنده                     | تاریخ انتشار   |
| --------------------- | ------------------- | -------------------------- | ------------- | --------------------------- | -------------- |
| ۱                     | ۱                   | «دکستر»                    | مایکل کوئستا  | جیمز مانوس                  | ۱ اکتبر ۲۰۰۶   |
| ۲                     | ۲                   | «تمساح»                    | مایکل کوئستا  | کلاید فلیپس                 | ۸ اکتبر ۲۰۰۶   |
| ۳                     | ۳                   | «ازاله بکارت»              | مایکل کوئستا  | دانیل سرون                  | ۱۵ اکتبر ۲۰۰۶  |
| ۴                     | ۴                   | «بیا یه کمکی به پسره کنیم» | رابرت لیبرمن  | دراو گرین‌برگ                | ۲۲ اکتبر ۲۰۰۶  |
| ۵                     | ۵                   | «عشق به شیوه آمریکایی»     | رابرت لیبرمن  | ملیسا روزنبرگ               | ۲۹ اکتبر ۲۰۰۶  |
| ۶                     | ۶                   | «بازگشت به فرستنده»        | تونی گلدوین   | تیم اسکلاتمن                | ۵ نوامبر ۲۰۰۶  |
| ۷                     | ۷                   | «حلقه دوستان»              | استیو شیلد    | دانیل سرون                  | ۱۲ نوامبر ۲۰۰۶ |
| ۸                     | ۸                   | «پلاستیک بسته‌بندی»         | تونی گلدوین   | لارن گاسیس                  | ۱۹ نوامبر ۲۰۰۶ |
| ۹                     | ۹                   | «پدر بهتر می‌دونه»          | آدام دیویدسون | ملیسا روزنبرگ               | ۲۶ نوامبر ۲۰۰۶ |
| ۱۰                    | ۱۰                  | «سرخ دیدن»                 | مایکل کوئستا  | کوین می‌نارد                 | ۳ دسامبر ۲۰۰۶  |
| ۱۱                    | ۱۱                  | «حقایق گفته شده»           | کیت گوردن     | دراو گرین‌برگ و تیم اسکلاتمن | ۱۰ دسامبر ۲۰۰۶ |
| ۱۲                    | ۱۲                  | «آزاد متولد شده»           | مایکل کوئستا  | دانیل سرون و ملیسا روزنبرگ  | ۱۷ دسامبر ۲۰۰۶ |

### فصل دوم
نمایش فصل دوم سریال دکستر از تاریخ ۳۰ سپتامبر ۲۰۰۷ آغاز شد  و در تاریخ ۱۶ دسامبر ۲۰۰۷ به پایان رسید . اپیزود آغازین این فصل که توانست 1.09 میلیون نفر بیننده را به خود جلب کند اولین مجموعه تلویزیونی شبکه شوتایم بود که توانست بیش از یک میلیون بیننده را به خود جلب کند.
| شماره اپیزود در سریال | شماره اپیزود در فصل | نام اپیزود                   | کارگردان    | نویسنده                    | تاریخ انتشار    |
| --------------------- | ------------------- | ---------------------------- | ----------- | -------------------------- | --------------- |
| ۱۳                    | ۱                   | «اون زنده است.»              | تونی گلدوین | دانیل سرون                 | ۳۰ سپتامبر ۲۰۰۷ |
| ۱۴                    | ۲                   | «انتطار برای بیرون ریختن»    | مارکوس زیگا | کلاید فلیپس                | ۷ اکتبر ۲۰۰۷    |
| ۱۵                    | ۳                   | «دروغ متقاعد نکننده»         | تونی گلدوین | ملیسا روزنبرگ              | ۱۴ اکتبر ۲۰۰۷   |
| ۱۶                    | ۴                   | «از میان ببین»               | نیک گومز    | اسکات باک                  | ۲۱ اکتبر ۲۰۰۷   |
| ۱۷                    | ۵                   | «مدافع تاریکی»               | کیت گوردن   | تیم اسکلاتمن               | ۲۸ اکتبر ۲۰۰۷   |
| ۱۸                    | ۶                   | «دکس، دروغ‌ها و نوار ویدئو»   | نیک گومز    | لارن گاسیاس                | ۴ نوامبر ۲۰۰۷   |
| ۱۹                    | ۷                   | «آن شبی که یک جنگل رشد کرد»  | جرمی پادسوا | دانیل سرون                 | ۱۱ نوامبر ۲۰۰۷  |
| ۲۰                    | ۸                   | «صبح می‌آید»                  | کیت گوردون  | اسکات باک                  | ۱۸ نوامبر ۲۰۰۷  |
| ۲۱                    | ۹                   | «مقاومت بی‌فایده است.»        | مارکو سیگا  | ملیسا روزنبرگ              | ۲۵ نوامبر ۲۰۰۷  |
| ۲۲                    | ۱۰                  | «چیزی در مورد هری وجود دارد» | استیو شیل   | اسکات رینولدز              | ۲ دسامبر ۲۰۰۷   |
| ۲۳                    | ۱۱                  | «چپ به جلو»                  | مارکو سیگا  | اسکات باک و تیم اسکلاتمن   | ۹ دسامبر ۲۰۰۷   |
| ۲۴                    | ۱۲                  | «تهاجم بریتانیایی»           | ستیو شیل    | دانیل سرون و ملیسا روزنبرگ | ۱۶ دسامبر ۲۰۰۷  |

### فصل سوم
در دست تدوین